# Gesellschaftshaus (Demmin)
Das frühere Gesellschaftshaus in Demmin (Mecklenburg-Vorpommern) im Stadtteil Stuterhof im Devener Holz beim Maiplatz wurde 1846 gebaut. Es war auch das Neue Schützenhaus in Demmin.
Das abgerissene Gebäude stand unter Denkmalschutz.

## Geschichte
Die Hansestadt Demmin mit 10.523 Einwohnern (2020) wurde als Burg und civitas maxima 1075 erstmals erwähnt.
Ein erstes zweigeschossiges Schützenhaus ließ die Schützengilde Demmin 1783 gegenüber der Stadtscheune, außerhalb der Altstadt bauen. In den 1830er Jahren wurde das Schützenhaus bei einer Choleraepidemie als Seuchenkrankenhaus genutzt. Nach 1945 waren hier die Hedwigschwestern beheimatet.
Das zweigeschossige klassizistische Gebäude mit dem Balkon vor dem Haupthaus und den seitlichen Anbauten mit Pultdächern und Balkonen und einem Vordach wurde 1846 (oder 1850) als Fründt’s Gesellschaftshaus und Schützenhaus gebaut. Als Architekt wurde Karl Friedrich Schinkel oder einer seiner Schüler vermutet. Das Haus gehörte der Familie Fründt aus Bossow bei Krakow am See bis um 1945 und danach der Familie Plautz und dann der Deutschen Reichsbahn.
Nach 1991 wurde es privatisiert. Es verfiel weiter und war schließlich so marode, dass 2002 ein Bauteil einfiel und es 2013 abgerissen werden musste. Heute befinden sich hier nur einige Fundamentreste.